# Дор Міха
Дор Міха (івр. דור מיכה; нар. 2 березня 1992, Ізраїль) — ізраїльський футболіст, півзахисник кіпрського клубу «Анортосіс» і національної збірної Ізраїлю.

## Клубна кар'єра
Народився 2 березня 1992 року в місті Гіватаїм. Вихованець футбольної школи клубу «Маккабі» (Тель-Авів). Дорослу футбольну кар'єру розпочав 2011 року в основній команді того ж клубу, в якій провів дев'ять сезонів, взявши участь у 283 матчах чемпіонату. Більшість часу, проведеного у складі тель-авівського «Маккабі», був основним гравцем команди.
До складу кіпрського «Анортосіса» приєднався 2020 року.

## Виступи за збірні
2009 року дебютував у складі юнацької збірної Ізраїлю (U-18), загалом на юнацькому рівні взяв участь у 14 іграх, відзначившись 4 забитими голами.
Протягом 2011—2014 років залучався до складу молодіжної збірної Ізраїлю. На молодіжному рівні зіграв у 16 офіційних матчах, забив 3 голи.
2018 року дебютував в офіційних матчах у складі національної збірної Ізраїлю.

## Титули і досягнення
- Чемпіон Ізраїлю (5):

«Маккабі» (Тель-Авів): 2012-13, 2013-14, 2014-15, 2018-19, 2019-20
- Володар Кубка Ізраїлю (2):

«Маккабі» (Тель-Авів): 2014-15
«Хапоель» (Беер-Шева): 2021-22
- Володар Кубка Тото (3):

«Маккабі» (Тель-Авів): 2014-15, 2017-18, 2018-19
- Володар Суперкубка Ізраїлю (2):

«Маккабі» (Тель-Авів): 2019
«Хапоель» (Беер-Шева): 2022